# Matt Morgan
Matthew Thomas Morgan, meglio conosciuto come Matt Morgan (Fairfield, 10 settembre 1976), è un politico ed ex wrestler statunitense, noto per i suoi trascorsi nella World Wrestling Entertainment e nella Total Nonstop Action durante gli anni duemila.
Dal maggio del 2019 è il sindaco della cittadina di Longwood (Florida) come rappresentante del partito repubblicano.

## Biografia
Matt iniziò la sua carriera sportiva giocando a basket nella sua università, la Monmouth University, e fu fra i componenti della formazione che partecipò al 1996 NCAA Tournament dove furono eliminati dalla Marquette University al primo round. Dopo un cambio di coach, Morgan fu trasferito alla Chaminade University, a Honolulu, dove si laureò con lode in oratoria. Morgan ebbe in seguito dei provini con gli Indiana Pacers e i Toronto Raptors ma fu scartato e decise allora di tentare la carriera del wrestler.

## Carriera

### Ohio Valley Wrestling (2002–2003)
Entrò nel mondo del wrestling nel 2002, partecipando alla seconda edizione del reality show della World Wrestling Entertainment Tough Enough; a causa di un infortunio, dovette abbandonare la competizione che, tra l'altro, lo dava per favorito per la vittoria finale. La WWE decise di offrirgli comunque un contratto di sviluppo nell'aprile 2002 e lo sistemò nella Ohio Valley Wrestling (OVW) per farsi le ossa. Debuttò il 2 ottobre 2002 nel corso dei tapings TV della OVW come "The Blueprint" Matt Morgan lottando in coppia con Mark Jindrak sconfiggendo Kane e Lance Cade. Lottò sporadicamente come wrestler singolo vincendo soprattutto handicap match finché nell'ottobre 2003 fu chiamato dalla WWE e inserito nel roster di Smackdown!

### World Wrestling Entertainment (2003–2005)
Il 30 ottobre 2003 Morgan fa il suo debutto in WWE e viene scelto dal General Manager di Smackdown! Paul Heyman per entrare a far parte del "team Lesnar", una stable della quale facevano parte Brock Lesnar, Big Show, A-Train e Nathan Jones. Il suo debutto nel ring avviene il 6 novembre a Smackdown, perdendo un handicap match, insieme a Brock Lesnar, A-Train e Nathan Jones, contro Kurt Angle & Chris Benoit.  Il team lottò nel pay-per-view Survivor Series 2003 contro il "team Angle" (Kurt Angle, Chris Benoit, John Cena, Bradshaw e Hardcore Holly), perdendo il match. Morgan fu il quarto lottatore ad essere eliminato, il secondo della sua squadra, dopo aver subito una Angleslam. Il 20 novembre sconfigge Shannon Moore. La settimana successiva, perde un match contro Chris Benoit. Nella puntata del 18 dicembre di Smackdown, nel main event, insieme a A-Train, affronta Hardcore Holly & Shannon Moore, perdendo. Il 20 a Velocity sconfigge Funaki. Il 10 gennaio 2004, a Velocity, batte Shannon Moore, mentre la settimana successiva batte Orlando Jordan. Lottò assieme a Lesnar e Rhyno in un 3 vs 2 Handicap match contro John Cena e Chris Benoit il 22 gennaio 2004 uscendone però sconfitto. Partecipò dunque il 25 gennaio 2004 all'edizione annuale della Royal Rumble dove riuscì ad eliminare The Hurricane ma fu eliminato da Chris Benoit che poi risultò il vincitore stesso del match.
Morgan tornò in WWE nell'edizione di Smackdown! del 21 aprile 2005 sconfiggendo velocemente un jobber. La gimmick che gli viene assegnata è quella del balbuziente molto suscettibile sul suo problema di linguaggio e dei suoi difetti con la lingua inglese. Il 19 maggio egli si allea a Carlito Caribbean Cool, divenendo di fatto il suo bodyguard. Matt partecipò al feud che il portoricano ebbe con Big Show, aiutandolo a sconfiggerlo durante l'annuale edizione di Judgement Day grazie alla F-5, un tempo finisher di Brock Lesnar. Quando Carlito passò al roster di RAW in seguito alla Draft Lottery, Matt venne licenziato dalla WWE il 5 luglio 2005. Il suo ultimo match in WWE fu il 4 luglio contro William Regal ma tecnicamente non fu mai disputato poiché i The Mexicools attaccarono Morgan prima che Regal potesse salire sul ring.

### Circuito indipendente (2005–2007)
Sempre nel 2005 Morgan comincia un tour con la New Japan Pro-Wrestling, sconfiggendo Yūji Nagata nel suo match di debutto. Venne pushato come un "monster gaijiin" e così come avvenne per Brock Lesnar la federazione puntava a farne uno dei top wrestler stranieri. I piani saltarono però quando Morgan stesso decise di abbandonare la federazione per la rivale All Japan Pro Wrestling. Qui Morgan debuttò come membro della azione RO&D di Taka Michinoku. Inoltre lui e Mark Jindrak lottarono anche per la HUSTLE come tag team con i nomi di Sodom (Jindrak) e Gomorrah (Morgan). Morgan ha lavorato anche in Italia per la NWE Wrestling e in Austria per la Ring of Europe. Qui partecipò come Monster Heel in un 20 Man Rumble Match. Lui e Joe Legend si allearono ma non furono comunque capaci di sconfiggere Austrian Hero Big Van Walter.

### Total Nonstop Action (2007–2013)
Morgan debuttò negli show della TNA nel corso di una puntata di TNA Today andata in onda il 7 agosto 2007. Morgan prese parte ad un segmento apparendo alle spalle di Jeremy Borash ed Eric Young. Nella puntata di Impact! del 9 agosto Morgan apparve accanto al TNA Management Director Jim Cornette; la TNA lo introdusse quindi come "spalla" di Cornette. Morgan iniziò a farsi notare, intervenendo in risse e avendo perfino un ruolo al pay-per-view Bound for Glory 2008, dove venne nominato "Special Enforcer" per l'incontro tra Samoa Joe e Christian Cage. Qui Morgan impedì l'intervento della Christian's Coalition permettendo così a Samoa Joe di infliggere a Christian la prima sconfitta in TNA. Nell'edizione di iMPACT! del 18 ottobre Matt dovette contenere l'assalto di Tomko e AJ Styles che tentavano di interferire nel Fight For The Right Qualifying match fra Cage e Samoa Joe. Nel corso del 2008 il rapporto tra Cornette e Morgan si fece burrascoso, poiché quest'ultimo iniziò a prendere decisioni riguardo all'andamento di iMPACT! in assenza di Cornette.
Nella puntata di iMPACT! del 3 aprile 2008, Morgan decise di cambiare la stipulazione del Lethal Lockdown Match in programma al pay-per-view Lockdown. Il match, originariamente un quattro contro quattro, divenne un cinque contro cinque: al team di Tomko (Tomko, A.J. Styles, Team 3D) si aggiunse James Storm, mentre al team Cage (Cage, Rhino, Kevin Nash e Sting) si aggiunse lo stesso Morgan. Per questo motivo, la dirigenza TNA decide di sollevare Morgan dall'incarico nel management della federazione, facendogli firmare un contratto da wrestler. L'essersi unito al Team Cage promosse subito Morgan allo status di favorito dai fan e il wrestler decise di tornare ad assumere il soprannome di "The Blueprint". In seguito Morgan fece team con Kip James nel corso del Deuces Wild Tournament durante il Sacrifice 2008 venendo però sconfitti dai LAX. Cominciò quindi un breve feud con la The Rock 'n Rave Infection (Christy Hemme, Jimmy Rave e Lance Hoyt) dopo aver sconfitto in soli due minuti Jimmy Rave il 17 luglio.
Nel 2009 ha un feud con Abyss dove uscirà vincitore il 19 aprile a Lockdown. Nel corso del PPV Slammiversary 2009 è stato sconfitto da Sting e come previsto dalla stipulazione del match Matt Morgan non ha potuto entrar a far parte della Main Event Mafia. Nel PPV Genesis insieme a Hernandez conquista i TNA World Tag Team Championships. Al Destination X, effettua un turn heel, attaccando Hernandez dopo il match vinto contro i Beer Money, Inc. La sera successiva a iMPACT, Matt infortuna e sconfigge Hernandez. Dopo aver difeso il titolo di coppia con diversi partner, Morgan perde i titoli contro Kevin Nash e Scott Hall.
A inizio 2010 entra a far parte della Fortune, stable capitanata da Ric Flair. Dopo essere diventato face, abbandona la Fortune ed inizia un feud con Jeff Hardy per il TNA World Championship. A Turning Point e a Final Resolution viene sconfitto da Jeff Hardy che conserva il titolo. Morgan prende parte alle Bound For Glory series, ma è costretto ad abbandonare la competizione a causa di un infortunio. Ritorna un mese dopo e salva Crimson dall'attacco di Samoa Joe, inizia quindi un feud con il samoano che sfocerà in 3 way match a Bound For Glory.
Diventa poi TNA Tag Team Champion con Crimson, ma perdono le cinture per mano di Magnus e Samoa Joe. Nel rematch avviene un split tra i due, che si affronteranno a TNA Lockdown. A Lockdown perde in uno Steel Cage Match contro Crimson. Nella puntata di Impact del 10/05/12 doveva affrontare Crimson ma viene attaccato alle spalle da Bully Ray. Il 09/07/13 chiede ed ottiene il rilascio dalla TNA.

## Personaggio

### Mosse finali
- Carbon Footprint (Running bicycle kick)
- Hellevator (Vertical suplex in una side slam)

### Manager
- Paul Heyman

### Soprannomi
- "The Blueprint"

### Musiche d'ingresso
- Alien Works di Ross Hard (OVW/WWE; 14 ottobre 2003–20 ottobre 2003)
- Body Blow di Joseph Saba e Stewart Winter (WWE; 28 aprile 2005–7 luglio 2005)

## Titoli e riconoscimenti
- Far North Wrestling
  - FNW Heavyweight Championship (1)
  - National Wrestling Alliance
  - NWA Florida Heavyweight Championship
- Ohio Valley Wrestling
  - OVW Heavyweight Championship (2)
- Pro Wrestling Illustrated
  - 32º tra i 500 migliori wrestler singoli nella PWI 500 (2011)
- Ring Ka King
  - RKK Heavyweight Championship (1)
- Total Nonstop Action
  - TNA World Tag Team Championship (2) – con Hérnandez (1) e con Crimson (1)